# Donald Hill
Pour les articles homonymes, voir Hill.
Donald Routledge Hill (6 août 1922 - 30 mai 1994) est un ingénieur et historien des sciences et technologies anglais. Spécialement connu pour sa traduction du livre The Book of Knowledge of Ingenious Mechanical Devices de l'ingénieur arabe Ismail al-Jazari.

## Formation et carrière
Né à Londres, après ses études secondaires, Hill a servi dans l'armée anglaise au sein du Royal Engineers de 1941 à 1946. Durant deux ans, il sert dans la huitième armée en Afrique du Nord jusqu'à ce qu'il soit blessé au combat en Italie. De retour en Angleterre, il étudie l'ingénierie à la London University, où il obtient son diplôme d'ingénieur en 1949. En 1964, il obtient sa maîtrise en histoire islamique à l'université de Durham et, en 1970, son doctorat à l'université de Londres. 
À la fin des années 1940, Hill commence sa carrière chez Iraq Petroleum Company au Liban, en Syrie et au Qatar. De retour en Angleterre, il travaille pour plusieurs sociétés pétrochimiques jusqu'à sa retraite en 1984 . 

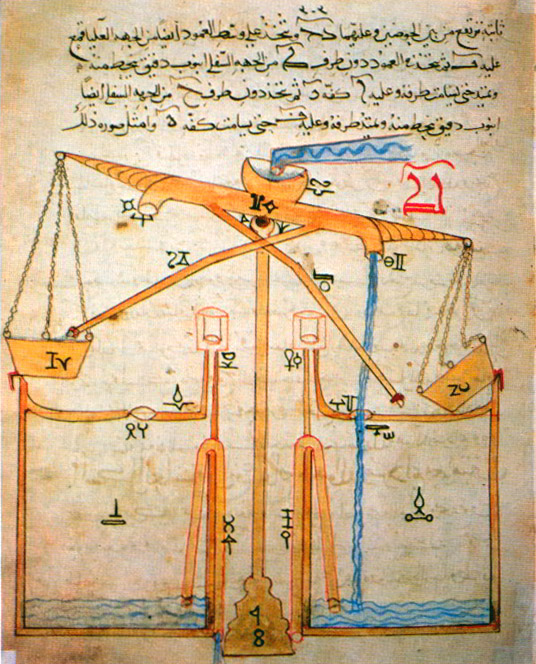
Diagramme d'un mécanisme perpétuel à énergie hydraulique tiré du Livre de la connaissance d'ingénieux dispositifs mécaniques par Ismail al-Jazari, 1206.

Parallèlement à des ouvrages plus généraux sur l’histoire de la technologie, Hill a écrit des ouvrages sur l’histoire des sciences et de la technologie dans le monde islamique médiéval et a traduit le Livre de la connaissance d’ingénieux dispositifs mécaniques d’Ismail al-Jazari. 
Il s'est intéressé plus particulièrement à plusieurs mécanismes d'horloges hydrauliques arabes, comme le château-horloge (en) (une horloge astronomique hydraulique) d'Al-Jazari en 1206.

## Sélection de publications
- Donald Hill, A History of Engineering in Classical and Medieval Times, 1984 (présentation en ligne)
- al-Hassan, Ahmad Y. et Hill, Donald R. (1986). Islamic technology: An illustrated history, Cambridge: Cambridge University Press / UNESCO, 1986.  (ISBN 0-521-26333-6)[4].
- (en) Donald Hill, Islamic Science and Engineering, Édimbourg, Edinburgh University Press, 1993 (ISBN 0-7486-0455-3, lire en ligne).
- Hill, Donald Routledge (1976). On The Construction of Water-Clocks — Kitab Arshimidas Fi'amal Al-Binkamat Londres: document occasionnel Turner & Devereux n ° 4.
- (en) Al-Jazari traduit et commenté par D. R. Hill, The Book of Knowledge of Ingenious Mechanical Devices : (Kitāb fī ma 'rifat al-ḥiyal al-handasiyya), Dordrecht-Holland / Boston-U.S.A., D. Reidel Publishing Company, 1974, 311 p. (ISBN 978-94-010-2575-1, DOI 10.1007/978-94-010-2573-7)[5],[6].
- Ibn Ismail Ibn al-Razzaz Al-Jazari et Hill, Donald Routledge (éd. et traduction) (1988), The Book of Knowledge of Ingenious Mechanical Devices: Kitáb fí ma'rifat al-hiyal al-handasiyya, Islamabad: Pakistan Hijara Conseil.  (ISBN 969-8016-25-2).
- Banū Mūsā & Hill, Donald Routledge (éd. et trad.) (1989), The Book of Ingenious Devices, Islamabad: Conseil de Hijara du Pakistan.
- Hill, Donald R (1993). Science and Technology in Ninth Century Baghdad, dans Science in Western and Eastern Civilization in Carolongian Times, éd. PL Bouzer et D. Lohrmann; Birkhäuser; Boston.  (ISBN 0-8176-2863-0).
- Donald Hill et David A. King (dir.), Studies in Medieval Islamic Technology : From Philo to al-Jazari -  From Alexandria to Diyar Bakr, Variorum, 1998[7],[8].
- Donald R. Hill «al-Jazari» dans Helaine Selin, Encyclopaedia of the History of Science, Technology, and Medicine in Non-Western Cultures, Springer-Verlag, 2008.
- (en) D. R. Hill, Arabic Water Clocks, Alep, Syrie, Université, institut pour l'histoire de la science arabe, 1981.
- (en) Donald R. Hill, « Al-Bīrūnī's mechanical calendar », Annals of Science, vol. 42, no 2,‎ mars 1985, p. 139-163 (DOI 10.1080/00033798500200141)